# Maniola latimargo
Maniola latimargo är en fjärilsart som beskrevs av Peerdeman 1962. Maniola latimargo ingår i släktet Maniola och familjen praktfjärilar. Inga underarter finns listade i Catalogue of Life.